# Топливо
То́пливо в широком смысле слова — это вещество, способное выделять энергию в ходе определённых процессов, которую можно использовать для технических целей. Химическое топливо выделяет энергию в ходе экзотермических химических реакций при горении, ядерное топливо — в ходе ядерных реакций. Некоторые топлива (например, гомогенные пороха или твёрдые ракетные топлива) способны к самостоятельному горению в отсутствие окислителя. Однако большинство топлив, используемых в быту и в промышленности, требует для сжигания наличия кислорода, и такие топлива также могут называться горючими. Наиболее распространёнными горючими материалами являются органические топлива, в составе которых есть углерод и водород. Топлива подразделяются по агрегатному состоянию вещества на твёрдые, жидкие и газообразные, а по способу получения — на природные (уголь, нефть, газ) и искусственные. Ископаемые природные топлива служат основным источником энергии для современного общества. В 2010 году примерно 90 % всей энергии, производимой человечеством на Земле, добывалось сжиганием ископаемого топлива или биотоплива, и, по прогнозам Управления энергетических исследований и разработок (США), эта доля не упадёт ниже 80 % до 2040 года при одновременном росте энергопотребления на 56 % в период с 2010 по 2040 годы. С этим связаны такие глобальные проблемы современной цивилизации, как истощение невозобновляемых энергоресурсов, загрязнение окружающей среды и глобальное потепление.

## Понятие топлива
Понятие топлива возникло из способности некоторых веществ гореть, выделяя при этом тепло. В большинстве случаев горение является химической реакцией окисления, при этом для таких видов топлива, как, например, дерево (дрова) или бензин окислителем часто служит кислород воздуха. В качестве окислителя в специальных устройствах (например, ракетных двигателях) могут использоваться и другие вещества, например жидкий кислород. Фтор не используется как окислитель из-за очень высокой токсичности, озон — из-за токсичности и нестабильности.
Поскольку во многих устройствах в качестве окислителя используется кислород, потребляемый из окружающего воздуха без приложения специальных усилий («невидимый» окислитель), в быту происходит смешение понятий и горючее часто (и ошибочно) называют топливом.
Для преобразования тепловой энергии топлива в кинетическую используют различные виды тепловых двигателей.
Основной показатель топлива — теплотворная способность (теплота сгорания). Для целей сравнения видов топлива введено понятие условного топлива (теплота сгорания одного килограмма «условного топлива» (у. т.) составляет 29,3 МДж или 7000 ккал, что соответствует низшей теплотворной способности чистого антрацита).
Печное бытовое топливо предназначено для сжигания в отопительных установках небольшой мощности, расположенных непосредственно в жилых помещениях, а также в теплогенераторах средней мощности, используемых в сельском хозяйстве для приготовления кормов, сушки зерна, фруктов, консервирования и других целей.
Стандарт на котельное топливо — ГОСТ 10585-99 предусматривает выпуск четырёх его марок: флотских мазутов Ф-5 и Ф-12, которые по вязкости классифицируются как лёгкие топлива, топочных мазутов марки 40 — как среднее и марки 100 — тяжёлое топливо. Цифры указывают ориентировочную вязкость соответствующих марок мазутов при 50 °C.
Печное топливо тёмное вырабатывается из дизельных фракций прямой перегонки и вторичного происхождения — дистиллятов термического, каталитического крекинга и коксования.
По фракционному составу печное топливо может быть несколько тяжелее дизельного топлива по ГОСТ 305-82 (до 360 °C перегоняется до 90 процентов вместо 96 процентов, вязкость печного топлива до 8,0 мм2/с при 20 °C против 3,0-6,0 мм2/с дизельного).
При изготовлении печного топлива не нормируются цетановое и йодное числа, температура помутнения. При переработке сернистых нефтей массовая доля серы в топливе — до 1,1 процента.
Для улучшения низкотемпературных свойств печного топлива в промышленности применяют депрессорные присадки, синтезированные на основе сополимера этилена с винилацетатом.
Характеристики:
- 10 процентов перегоняется при температуре, С, не ниже 160;
- 90 процентов перегоняется при температуре, C, не выше 360;
- кинематическая вязкость при 20 °C, мм2/с, не более 8,0;
- температура вспышки в закрытом тигле, С, не ниже 45;
- массовая доля серы, процентов, не более: в малосернистом топливе 0,5, в сернистом топливе 1,1;
- испытание на медной пластинке выдерживает;
- кислотность, мг КОН/100 см3 топлива, не более 5,0;
- зольность, процентов, не более 0,02;
- коксуемость 10-процентного остатка, не более 0,35 процентов;
- содержание воды: следы;
- цвет: от светло-коричневого до чёрного;
- плотность при 20 °C, кг/м3: не нормируется, определение обязательно.

## Основные современные виды топлива

### Твёрдые топлива

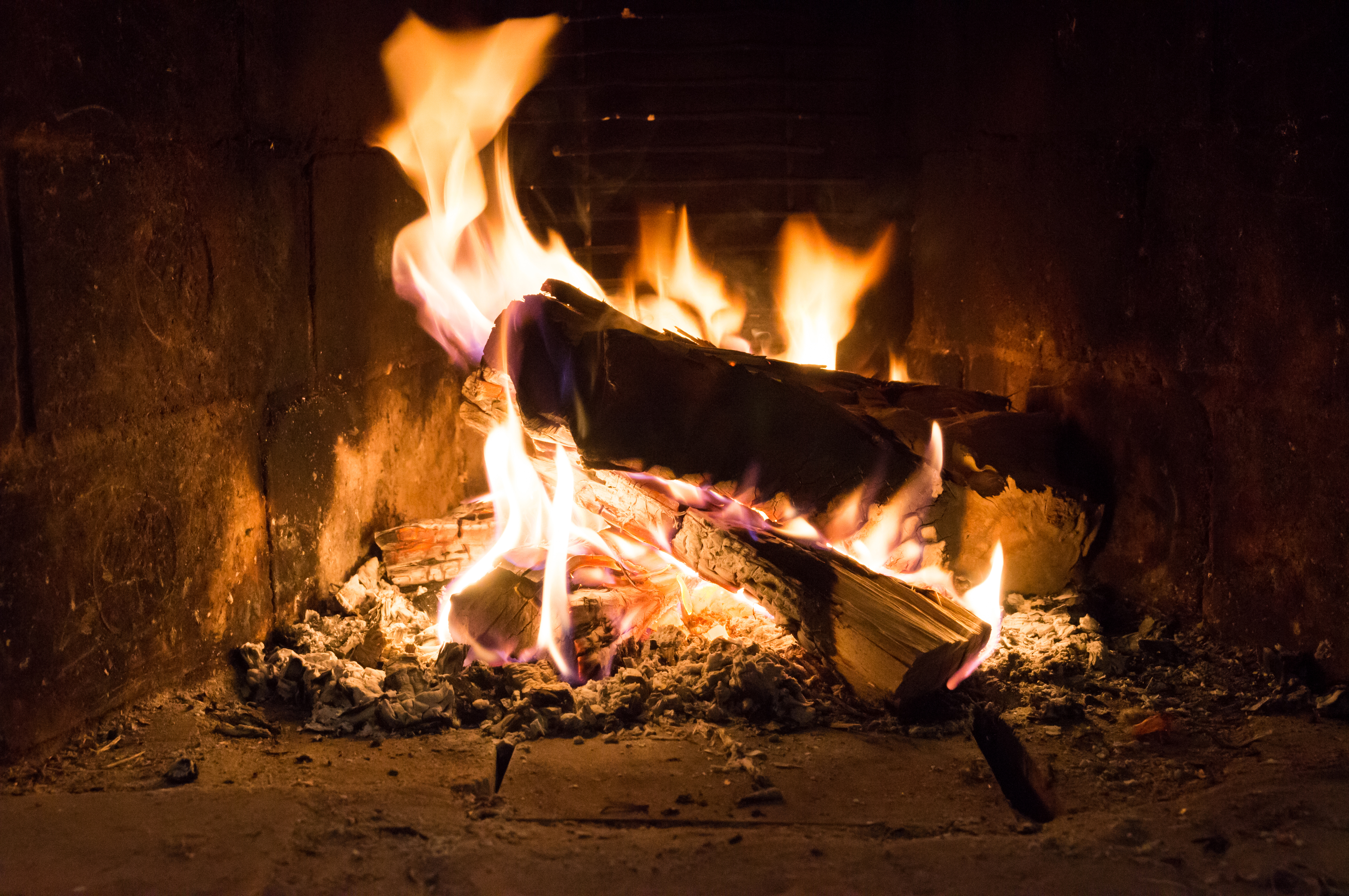
Топливо из древесины, горение в камине

- древесина, древесная щепа, древесные пеллеты
- Горючий сланец
- Сапропель
- Торф
- Уголь
- Битуминозные пески
  - Соединения азота
  - Твёрдое ракетное топливо

### Жидкие топлива
Просты в транспортировке, но при этом велики потери при испарении, разливах и утечках.

- Нефтяные топлива
  - Дизельное топливо (газойль, соляровое масло)
  - Тёмное печное (печное бытовое) топливо
  - Светлое печное топливо
  - Мазут
  - Топливная нефть
  - Керосин
  - Лигроин
  - Бензин, газолин
- Масла
  - Сланцевое масло
  - Отработавшее машинное масло
  - Растительные (рапсовое, арахисовое) или животные масла (жиры)
- Спирты
  - Этанол
  - Метанол
  - Пропанол
- Жидкое ракетное топливо
- Эфиры
  - (Изомеры) спиртов
    - Метил-трет-бутиловый эфир (МТБЭ)
    - Диметиловый эфир (ДМЭ)

  - жирных кислот
    - Этерифицированные растительные масла (биодизель)
- Эмульсии
  - Водотопливная эмульсия
  - Этиловый спирт в бензинах
  - Масла в бензинах
- Синтетические топлива, производимые на основе процесса Фишера-Тропша
  - Из угля (CTL)
  - Из биомассы (BTL)
  - Из природного газа (GTL)

### Газообразные топлива
Более транспортабельны по сравнению с жидкими видами, при этом имеют ещё большие потери в испарении, а также при нормальных условиях ниже энергетическая плотность. Из-за низкой плотности газов энергозатраты на транспортировку на большие расстояния выше в сравнении с жидкими топливами, также выше стоимость газопровода в сравнении с нефтепроводом.
- Пропан
- Бутан
- Метан, природный газ, метан угольных пластов,сланцевый газ, рудничный газ, болотный газ, биогаз, лэндфилл-газ, гидрат метана
- Водород
- Сжатый (компримированный) природный газ (CNG)
- Продукты газификации твёрдого топлива
  - Угля — (синтез-, генераторный, коксовый) газы, возможна подземная газификация углей
  - Древесины
- Смеси
  - Пропан-бутановая смесь (LPG)
  - Смесь водорода и природного газа (HCNG)

### Дисперсные системы,растворы
- Аэрозоли
  - Угольная пыль
  - Алюминиевая, магниевая пыль
- Пены
  - Газодизель (смесь природного газа с дизельным топливом)
  - Смесь водорода с бензином
- Суспензии
  - Водоугольное топливо[3]
  - Водонитратное топливо («жидкий порох»)

## Уровень и структура потребления топлива
Несмотря на огромное разнообразие видов топлива, основными источниками энергии остаются нефть, природный газ и уголь. Положение дел 100 лет назад было освещено Менделеевым.
Первые два ископаемых топлива исчерпаемы в ближайшем будущем. Нефтяные топлива обладают особой ценностью для транспортных средств (основных потребителей энергии), в силу удобства перевозки, поэтому в настоящий момент ведутся исследования по использованию угля для выработки жидких топлив, в том числе и моторных.
Также огромны запасы ядерного топлива, однако его использование накладывает высокие требования к безопасности, высокие затраты на подготовку, эксплуатацию и утилизацию топлива и попутных материалов.
Мировое потребление ископаемого топлива составляет около 12 млрд т у. т. в год. По данным BP Statistical review of World Energy 2003, за 2002 год потребление ископаемого топлива составило:
- В Европейском союзе (EU-15) — 1396 млн тонн нефтяного эквивалента (2,1 млрд т у. т.)
  - 45 % — нефть, 25 % — газ (природный), 16 % — уголь, 14 % — ядерное топливо
- В США — 2235 млн тонн нефтяного эквивалента (3,4 млрд т у. т.)
  - 40 % — нефть, 27 % — газ (природный), 26 % — уголь, 8 % — ядерное топливо

Доля возобновляемых источников энергии в энергобалансах
- Европы — 5 %
- США — 2 %

По приблизительным оценкам энергопотребление России составляет 1,3 млрд т у. т. в год.
- 6 % — ядерное топливо
- 4 % — возобновляемые источники

### Динамика
За последние 20 лет мировое энергопотребление возросло на 30 % (и этот рост, по-видимому, продолжится в связи ростом потребности бурно развивающихся стран азиатского региона).
В развитых странах за тот же период сильно изменилась структура потребления — произошло замещение части угля более экологичным газом (Европа и прежде всего Россия, где доля газа в потреблении составила до 40 %), а также возросла с 4 % до 10 % доля атомной энергии.
После приведения цифр стоит указать пример Австралии, в балансе которой солнечная энергетика занимает около 30 %. Эту долю потребляет солевая промышленность, вырабатывающая продукцию естественным испарением на солнце.